# Лю Жофань
Лю Жофа́нь (кит. упр. 刘若钒, пиньинь Liú Ruòfán); 28 января 1999, Наньчун, Сычуань, Китай) — китайский футболист, нападающий. В настоящее время выступает за клуб китайской Суперлиги «Шанхай Шэньхуа».

## Карьера
Воспитанник футбольной школы Гэньбао. В 2015 году перешёл в «Шанхай Шэньхуа», юношеская академия получила за переход 300,000 юаней. В апреле 2016 года прошёл стажировку в юношеской команде «Интер» (Милан), а в сентябре этого же года — в «Вильярреале» для юношей не старше 18 лет. При поддержке уругвайского специалиста Густаво Пойета 5 мая 2017 года дебютировал в основном составе «Шанхай Шэньхуа». Команда проиграла со счётом 3—2 «Гуанчжоу Эвергранд», однако выполнила новые рекомендации Китайской футбольной ассоциации по обязательному включению в основной состав молодого игрока до 23 лет. В итоге на 17-й минут Лю был заменён на Ван Шотина. 19 ноября 2017 года отдал результативную передачу на Мартинса, который забил победный гол в первом матче финала Кубка КФА 2017 года против «Шанхай СИПГ», который в итоге принёс победу и титул обладателей Кубка. В сезоне 2017 года сыграл в общей сложности 6 игр за «Шанхай Шэньхуа» и выиграл в декабре премию China Golden Boy в возрастной группе U-18.
22 сентября 2018 года забил дебютный гол в выездном матче против «Далянь Ифан», однако команда уступила со счётом 2-1.

## Международная карьера
Лю Жофань выступал за сборную до 19 лет в отборочном турнире чемпионата Азии 2018. В 3 матчах сумел забить 4 гола.

## Достижения
«Шанхай Шэньхуа»
- Обладатель Кубка КФА: 2017